# Levi Stubbs
Levi Stubbs est un chanteur américain né le 6 juin 1936 à Détroit dans le Michigan et mort dans cette même ville le 17 octobre 2008, connu pour avoir fondé le groupe vocal The Four Tops.

## Biographie

### Jeunesse et formation
Levi Stubbs né Levi Stubbles  a grandi à Détroit, il est le cousin du chanteur Jackie Wilson,.

### Carrière
Il fonde le quatuor vocal américain The  Four Aims rebaptisé  The Four Tops pour éviter toute confusion avec le quatuor vocal des Ames Brothers (en),,, en 1954 avec trois amis qui ont fréquenté le même établissement d'enseignement secondaire, la  Pershing High School (en) de Détroit (Abdul "Duke" Fakir, Renaldo "Obie" Benson et Lawrence Payton),,. Avec des couleurs harmoniques évoquant The Inkspots, ils entrent rapidement dans le  circuit du jazz et du R&B, ils accompagnent les big bands de Billy Eckstine et Count Basie, les chanteurs Betty Carter, Della Reese, Brook Benton et Jackie Wilson lui-même.
Le groupe signe un contrat avec la Motown en 1963, et connaît ensuite de très grands succès comme Reach out I'll be there.
En 1986, il prête sa voix à la plante Audrey II dans le film de Frank Oz, La Petite Boutique des horreurs (Little Shop of Horrors).

### Vie personnelle
En 1960, il épouse Clineice Townsend, le couple donne naissance à cinq enfants.
En 2000, il est victime d'un accident vasculaire cérébral qui l'oblige à se retirer de la scène musicale.
En 2008, il décède chez lui des suites d'un cancer et d'un infarctus du myocarde,.
Levi Stubbs repose au Woodlawn Cemetery (Detroit, Michigan) (en).

## Prix et distinctions
- 1990 :  cérémonie d'introduction au  Rock and Roll Hall of Fame en tant que membre des The Four Tops[12],[13],
- 1997 : cérémonie d'inscription au Walk of Fame d'Hollywood des Four Tops au 7060, Hollywood Boulevard[14],[15],
- 1998 : lauréat du  Grammy Hall Of Fame Award pour la chanson Reach Out I’ll Be There[16],
- 2008 : co-lauréat avec les membres des Four Tops du Grammy Lifetime Achievement Award[17],[18],